# Мукку Раджу
Сагираджу Раджамраджу (англ. Sagiraju Rajamraju, телугу సాగిరాజు రాజంరాజు; более известный как Мукку Раджу, 1931 — 31 июля 2014) — индийский хореограф и актёр кино на телугу, знаменитый своими ролями камео.
Количество сыгранных им ролей по разным источникам варьируется от 100 до 1000.
В 2008 году получил премию «Нанди» за лучшее исполнение характерной роли в фильме 1940 Lo Ока Gramam.

## Биография
Мукку Раджу родился в 1931 году в семье крестьян Тандира Бапираджу и Сатьяватаммы.
В 1941 году он бросил учёбу, поддерживая тактику Сатьяграхи в виде бойкота школ.
К киноиндустрии Раджу присоединился в качестве хореографа, а затем стал актёром.
Он получил популярность благодаря своим ролям в социальных драмах Р. Нараянамурти.
Мукку Раджу можно увидеть почти в каждом фильме режиссёра, среди которых Erra Sainyam, Ore Rikshaw и Cheemala Dandu.
Самым большим хитом из фильмов, в которых снимался актёр, стал «Маюри» Сингитама Шринивасы Рао. Хотя Мукку Раджу исполнял в основном эпизодические роли и роли второго плана, несколько раз его приглашали в качестве главного героя или злодея. В одном из таких случаев в качестве помощника к нему был приставлен будущий хореограф и режиссёр Прабху Дева.
Обладая многогранным талантом, Мукку Раджу занимался постановкой танцев (в том числе и для легенды Толливуда — НТР), боевых сцен и, как говорят, писал сценарии.
Как минимум два раза он выступал в качестве режиссёра танцевальных фильмов.
Он упорно трудился, обучая танцоров, и даже тратил собственные деньги на их поддержку во время учёбы, за что в 2003 году был премирован 10 тысячами рупий.
В последние несколько месяцев он испытывал проблемы со здоровьем. Мукку Раджу умер в своей родной деревне Черукувада мандала Унди округа Восточный Годавари в четверг 31 июля 2014 года в возрасте 83 лет.
У него остались жена, две дочери и сын. Один из его зятьев также связан с киноиндустрией телугу.

### Комментарии
1. ↑  В источнике указано, что это было сделано в рамках Августовского движения, однако оно началось только в 1942 году.